# Сюненс, Лео
Лео Йозеф Сюненс (нидерл. Leo Jozef Suenens, фр. Léon-Joseph Suenens; 16 июля 1904, Иксель, Бельгия — 6 мая 1996, Брюссель, Бельгия) — бельгийский кардинал. Титулярный епископ Исинды и вспомогательный епископ и генеральный викарий Мехелена с 12 ноября 1945 по 24 ноября 1961. Архиепископ Мехелена-Брюсселя и примас Бельгии, и председатель епископской конференции Бельгии с 24 ноября 1961 по 4 октября 1979. Военный ординарий Бельгии со 2 февраля 1962 по 4 октября 1979. Кардинал-священник с 19 марта 1962, с титулом церкви Сан-Пьетро-ин-Винколи с 22 марта 1962.

## Биография
Отношения Легиона Марии соответствует общекатолическому отношению к Православным Церквям и является дружественным. Легионеры, проводя свою работу, не обходят стороной православных братьев, а вместо этого ведут с ними беседы о необходимости посещения Церкви, принятия Таинств и необходиости дел Милосердия. В самом «Руководстве Легионера» указывается на необходимость братских отношений с Восточными Церквями. Именно поэтому легионеры, которым приходится работать в преимущественно Православных странах, раздают православные молитвы и иконки, чтобы ни один человек не отпал от Церкви Христовой.
Известно о сотрудничестве кардинала с Русским апостолатом, так в 1950 году основатель издательства «Жизнь с Богом» Ирина Поснова совместно с ним основала в Брюсселе бельгийское отделение движения Легион Марии.
В 1963 году издана в Брюсселе на русском языке книга «Легион Пресвятой Богородицы», брошюра была разослана подписчикам журнала «Россия и Вселенская Церковь».